# Jean-Louis Jenin
Pour les articles homonymes, voir Jenin.
Jean Louis Jenin, né le 31 janvier 1745 à Champagne (Ain), est un général de brigade de la Révolution française.

## États de service
Il entre en service le 25 juillet 1758, comme gendarme dans la Garde du roi, puis il rejoint la légion de Lorraine en 1770. Sous-lieutenant de dragons le 5 mai 1772, il devient prévôt particulier de la maréchaussée du Bugey le 29 avril 1774.
Il est nommé lieutenant dans la compagnie de maréchaussée de Bourgogne à Charolles le 1er juillet 1778, et prévôt général de la compagnie de maréchaussée de Bourgogne à Dijon le 22 avril 1780, avec rang de lieutenant-colonel de cavalerie. Il est fait chevalier de Saint-Louis le 27 mai 1782.
Il reçoit son brevet de colonel le 18 mai 1791, commandant la 12e division de gendarmerie à Aix-en-Provence, et il est promu maréchal de camp le 15 juillet 1792. Le 23 juillet 1792, il est nommé inspecteur général de la gendarmerie, et le 1er août 1792, il cesse de servir. Il obtient une pension de retraite de 3 000 francs le 4 février 1793.

## Sources
- (en) « Generals Who Served in the French Army during the Period 1789 - 1814: Eberle to Exelmans »
- Côte S.H.A.T.: 4 YD 3896
- Georges Six, Dictionnaire biographique des généraux & amiraux français de la Révolution et de l'Empire (1792-1814), Paris : Librairie G. Saffroy, 1934, 2 vol., p. 601